# Алятская гряда
Алятская гряда или Ленгебиз-Алятская гряда — крупная антиклинальная зона на востоке Азербайджана, раскинувшаяся на 40 км от Гобустана на юго-запад. Богата залежами нефти. Алятская гряда изобилует многочисленными грязевыми вулканами, считающимися одними из крупнейших в Азербайджане, такие как: Туорогай, Большой Кянизадаг, Дашгиль, Котурдаг, Айрантекан, Кара-кюре и др.